# Festspiele Zürich

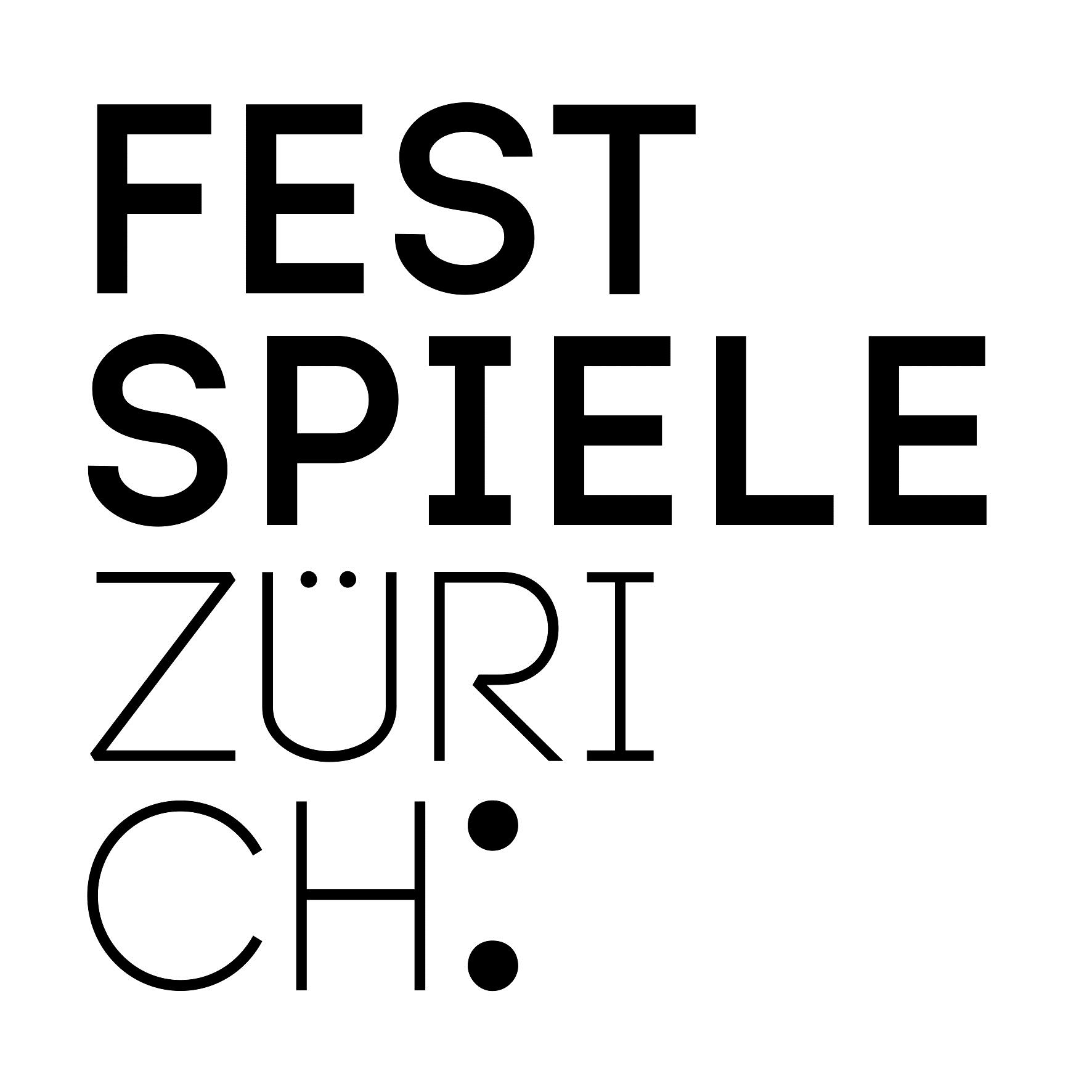
Logo der Festspiele Zürich

Die Festspiele Zürich (bis 2012 Zürcher Festspiele) waren ein von 1996 bis 2020 durchgeführtes Sommerfestival in Zürich. Das Programm widmete sich jeweils einem Thema und wurde von Opernhaus Zürich, Schauspielhaus Zürich, Tonhalle-Orchester Zürich und Kunsthaus Zürich gestaltet. Das Programm umfasste Oper, Schauspiel, Konzerte (von Klassik bis Jazz), Tanz, Ausstellungen, Lesungen und Diskussionen. Die Festspiele Zürich wurden 2020 aus finanziellen Überlegungen eingestellt.

## Geschichte
Die Festspiele Zürich wurden 1996 in der Nachfolge der Juni-Festwochen (1921–1993) gegründet. Massgeblich initiiert wurden sie vom damaligen Intendanten des Opernhauses, Alexander Pereira, der von Beginn an Künstlerischer Direktor und Vorsitzender der Künstlerischen Kommission der Festspiele Zürich war.

### Neuausrichtung 2013
2011 wurde Elmar Weingarten, Intendant des Tonhalle-Orchester Zürich, Nachfolger von Pereira. Unter seiner Leitung erhielten die Festspiele im Anschluss an eine Strategieüberprüfung ein neues Profil. Im Ende 2012 eingeführten neuen Namen «Festspiele Zürich» drückt sich die verstärkte Zusammenarbeit der vier grossen Kulturinstitute Opernhaus Zürich, Schauspielhaus Zürich, Kunsthaus Zürich und Tonhalle-Orchester Zürich aus. 2013 veranstalteten sie die Festspiele Zürich erstmals unter einem gemeinsamen Motto. Mit der Neuausrichtung konnten neue und stärkere Kooperationen begründet werden, die es ermöglichten, die Festspielthemen aus verschiedenen Blickwinkeln auszuleuchten.

### Anpassungen 2016
Stiftungsrat und Künstlerische Kommission beschlossen 2016, die Festspiele Zürich neu im zweijährlichen Rhythmus sowie in einem zeitlich konzentrierten Zeitraum von drei Wochen im Juni durchzuführen. Diese Bündelung der Kräfte und der finanziellen Mittel sollte eine noch sorgfältigere Planung und Arbeit an eigens zum jeweiligen Thema produzierten Projekten ermöglichen. Dafür setzte der neue Geschäftsführer Alexander Keil ab 2018 auf die Teilnahme vieler kleiner Häuser und freier Künstlerinnen und Künstler («Community Engagement»), deren Projekte aufeinander und das von der Künstlerischen Kommission bestimmte Festspielthema abgestimmt war («Ko-Kreation»). Dazu wurde neu für jede Ausgabe der Festspiele ein Kurator/eine Kuratorin ernannt. Die Festspiele strebten eine Positionierung als «Volksfest der Künste» an, um weiteren Zürcher Kulturinstitutionen eine Plattform zu bieten, die einen Beitrag zum jeweiligen gemeinsamen Festivalthema leisteten. Symbolisiert wurde dies durch das neue Festivalzentrum auf dem Münsterhof. Regelmässig beteiligt waren das Museum Rietberg, das Theaterhaus Gessnerallee  sowie die Theater Neumarkt und Rigiblick. Zum Programm gehörten etwa der Sommernachtsball im Zürcher Hauptbahnhof oder «Oper für alle», die Opern-Live-Übertragung vom Opernhaus Zürich auf den Sechseläutenplatz. 

### Einstellung 2020
Nach einer Standortbestimmung entschied der Stiftungsrat 2019 im Einvernehmen mit Geschäftsführer Alexander Keil, die Festspiele Zürich nach 2020 nicht fortzusetzen. Begründet wurde dies mit fehlenden finanziellen Mitteln: Eine Weiterführung mit einem starken, eigenständigen Profil und mit der aktuellen Qualität wäre nur mit substanziellen zusätzlichen Mitteln möglich gewesen. Eine solche langfristig tragfähige Finanzierung zu sichern, sei in den vergangenen Jahren trotz grosser Anstrengungen nicht gelungen.
Kurz nach Bekanntgabe des geplanten Programms im Februar 2020 erfasste die Corona-Pandemie auch die Schweiz. Der Schweizer Bundesrat ordnete unter anderem ein Veranstaltungsverbot an, das die vorgesehene Durchführung verunmöglichte. Daher verlegten die Festspiele ihr Programm unter dem Titel «Festspiele X» in den virtuellen Raum. Sie bezeichneten das Experiment als geglückt.

## Themen und Höhepunkte ab 2013
| Jahr | Thema                                                | Höhepunkte |
| ---- | ---------------------------------------------------- | --- |
| 2020 | «Die 20er Jahre – Rausch des Jetzt»                  | Digitale Plattform FestspieleX mit neuen Formaten als Folge des coronabedingten Veranstaltungsverbots.                                              |
| 2018 | «Schönheit/Wahnsinn»                                 | Kostenlose Veranstaltungen im neuen Festivalzentrum auf dem Münsterhof.                                                                             |
| 2016 | «Dada – Zwischen Wahnsinn und Unsinn»                | Francis Picabia – eine Retrospektive (Kunsthaus Zürich) der die mann (Gastspiel der Volksbühne Berlin am Schauspielhaus Zürich)                     |
| 2015 | «Geld Macht Liebe – Shakespeare und andere Gewalten» | I Capuleti e i Montecchi (Opernhaus Zürich) The Tiger Lillies perform Hamlet (Gastspiel des Theater Republique Kopenhagen am Schauspielhaus Zürich) |
| 2014 | «Prometheus – Entfesselung der Kräfte»               | Luigi Nono: Prometeo (Tonhalle Zürich) |
| 2013 | «Treibhaus Wagner»                                   | Hans Neuenfels: Richard Wagner – Wie ich Welt wurde (Koproduktion Schauspielhaus und Opernhaus Zürich)                                              |

## Zürcher Festspielstiftung
Ausgerichtet wurden die Festspiele Zürich von der Zürcher Festspielstiftung, die 1996 von der Opernhaus Zürich AG, der neuen Schauspiel AG, der Stiftung Zürcher Kunsthaus und der Tonhalle-Gesellschaft Zürich gegründet wurde. Die Leitidee der Stiftung war es, zusätzliche und neue Impulse für das kulturelle Leben in Stadt und Kanton Zürich sowie in der Schweiz zu setzen und zur Förderung der nationalen und internationalen Präsenz der Stadt und des Kantons Zürich sowie der mitwirkenden Kulturinstitute beizutragen. Die Stiftung förderte hierzu die Zusammenarbeit der verschiedenen Kulturinstitutionen und unterstützte insbesondere finanziell deren Festspielveranstaltungen sowie Festspielveranstaltungen Dritter, die im Sinne des Stiftungsgedankens wirken.

## Organisation

### Stiftungsrat
Oberstes Organ der Zürcher Festspielstiftung war der Stiftungsrat der Festspiele Zürich, worin jede der vier Gründungsorganisationen eine Person aus ihrem Verwaltungsrat bzw. Vorstand stellte. Das Präsidium durfte keiner dieser Institutionen angehören. Im Jahr 2012 wurden neu zwei unabhängige Mitglieder in den Stiftungsrat gewählt. Gründungspräsident war der Bankier Hans J. Bär; ihm folgte 2003 Peter F. Weibel. Von 2016 bis 2020 war die frühere Zürcher Regierungsrätin Ursula Gut-Winterberger Präsidentin des Stiftungsrates.

### Künstlerische Kommission
Verantwortlich für alle künstlerischen Fragen der Stiftung war die Künstlerische Kommission. Ihr gehörten die Intendanten respektive Direktoren des Opernhauses, Schauspielhauses, Kunsthauses und Tonhalle-Orchesters Zürich an. Sie erstellte, beriet und koordinierte das Festspielprogramm. Dabei wurde sie ab 2016 von einem für jede Ausgabe der Festspiele neu bestimmten Kurator unterstützt.

### Geschäftsstelle
Bis 2015 übernahm jeweils ein Mitglied der Künstlerischen Kommission mit dem Vorsitz der Kommission zugleich auch die Geschäftsführung der Festspiele Zürich. Ab 2016 hatten die Festspiele mit Alexander Keil einen von den Gründungsinstitutionen unabhängigen Geschäftsführer. Bei der Koordination der Festspiele Zürich wurde er unterstützt von der im Jahre 2003 geschaffenen Geschäftsstelle.

## Zürcher Festspielpreis
Seit 2007 wurde jährlich im Rahmen der Festspiele Zürich der von der Bär-Kaelin-Stiftung begründete Zürcher Festspielpreis übergeben. Ab 2017 wurde er alle zwei Jahre, jeweils zwischen zwei Ausgaben der Festspiele Zürich vergeben. Er wurde einer Persönlichkeit verliehen, die sich durch herausragende künstlerische Leistungen um die Zürcher Kultur verdient gemacht hat. Der mit 50'000 CHF dotierte Preis verfolgte zudem das Ziel, Kunst und Kultur im Kanton Zürich zu fördern und zur internationalen Ausstrahlung der Festspiele beizutragen. Über die Preisträgerin oder den Preisträger entschied jeweils die Künstlerische Kommission der Festspiele Zürich.
Preisträger
- 2007: Heinz Holliger, Komponist
- 2008: Luc Bondy, Theater-, Opern-, Filmregisseur
- 2009: Peter Stein, Theaterregisseur
- 2010: György Kurtág, Komponist
- 2011: Matti Salminen, Sänger
- 2012: Heinz Spoerli, Choreograph, Ballettdirektor
- 2013: Pipilotti Rist, Künstlerin
- 2014: Fritz Senn, Publizist, Gründer und Leiter der James-Joyce-Stiftung[16]
- 2015: Anna Viebrock, Bühnenbildnerin
- 2016: Sophie Hunger, Sängerin und Songwriterin
- 2017: Peter von Matt, Literaturwissenschaftler
- 2019: Antje Schupp, Regisseurin, Performerin und Autorin[17][18]